# 博爾季亞希夫卡
50°59′16″N 25°6′35″E / 50.98778°N 25.10972°E
博爾季亞希夫卡（烏克蘭語：Бортяхівка），是烏克蘭的村落，位於該國西部沃倫州，由盧茨克區負責管轄，始建於1946年，面積1.71平方公里，海拔高度179米，2001年人口362，人口密度每平方公里211.7人。